# Jerome Murphy
Jerome Murphy (Elizabeth, 13 gennaio 1987) è un giocatore di football americano statunitense che gioca nel ruolo di cornerback nella National Football League (NFL). Fu scelto nel corso del terzo giro (65º assoluto) del Draft NFL 2010 dai St. Louis Rams. Al college ha giocato a football alla University of South Florida.

## Carriera professionistica

### St. Louis Rams
Murphy fu scelto nel corso del terzo giro del Draft NFL 2010 dai St. Louis Rams. Nella sua stagione da rookie disputò 14 partite, nessuna delle quali come titolare, mettendo a segno 25 tackle e un intercetto ritornato per 19 yard nella gara sua gara di debutto, il 19 settembre contro gli Oakland Raiders. Il 31 agosto 2011 fu inserito in lista infortunati perdendo tutta la sua seconda stagione. Il 1º settembre 2012 fu svincolato.

### New Orleans Saints
Il 2 settembre 2012, Murphy firmò coi New Orleans Saints. Con essi disputò due partite facendo registrare 3 tackle. Il 17 settembre fu svincolato.

### Detroit Lions
Il 18 settembre 2012, Murphy firmò coi Detroit Lions, con cui disputò una sola partita prima di venire nuovamente svincolato.

### Washington Redskins
Il 19 novembre 2012, Murphy firmò coi Washington Redskins con cui concluse la stagione 2012 con cinque presenze e 2 tackle.

## Statistiche
| Partite totali      | 33 |
| Partite da titolare | 0  |
| Tackle              | 41 |
| Sack                | 0  |
| Intercetti          | 1  |

Statistiche aggiornate alla stagione 2015